# بی‌دبلیواچ
اندازه‌گیری بالاتنه، دور کمر و باسن (BWH) (به آن آمار حیاتی نیز می‌گویند) راهی معمول برای بدست آوردن تناسب‌های بدن است که برای انتخاب یا دوخت لباس مناسب به کار می‌رود. از آن در تبلیغات یا نمایه‌های کاربری زنان در اینترنت برای مشخص کردن ظاهر استفاده می‌شود. در اندازه‌گیری‌های بدن، این سه مقدار برابر محیط دور بالاتنه، کمر و باسن است که به صورت xx-yy-zz در اینچ یا سانتی‌متر ارائه می‌شود. از این سه اندازه بیشتر در فشن و به ویژه برای زنان استفاده می‌شود.

## اندازه‌ها و مفهوم آن‌ها

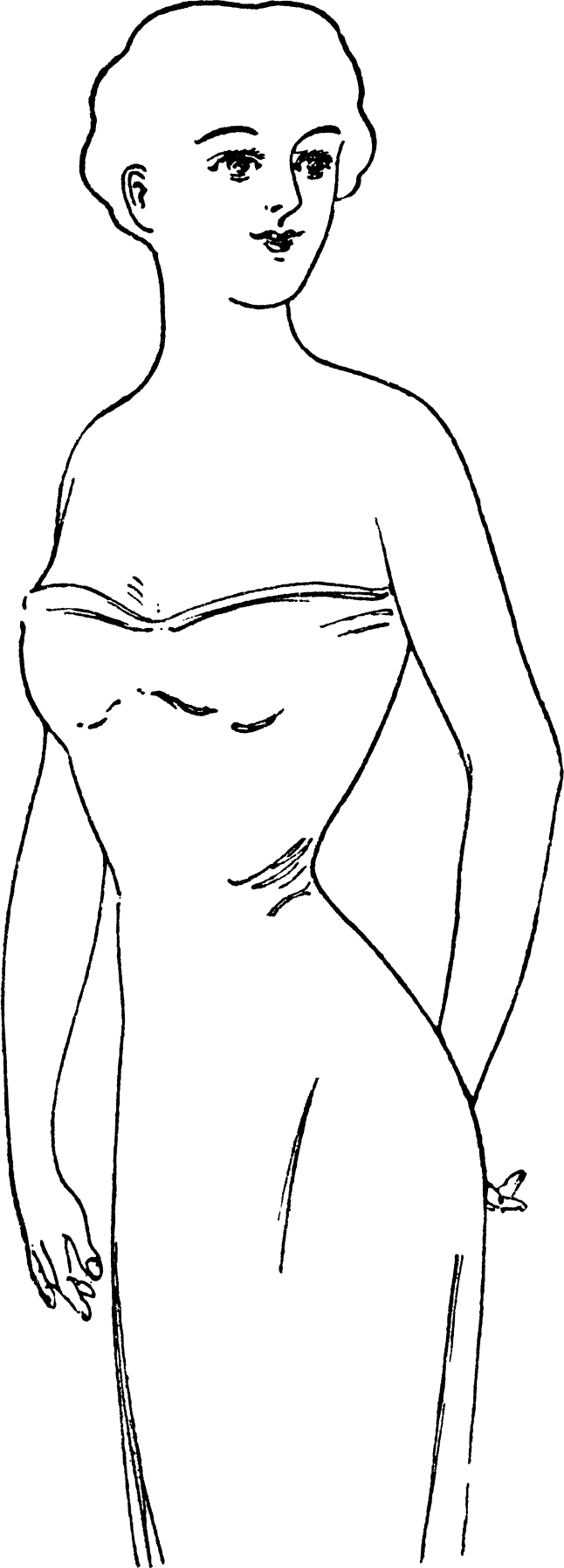
در ساختار بدن زنان معمولاً دور کمر اندازه کمتری نسبت به بالاتنه و باسن دارد.

اندازه سینه بر روی شکل ظاهری یک زن در مقایسه با زن دیگری حتی اگر دارای اندازه‌های مشابه‌ای در BWH باشند، تأثیر خواهد داشت. اندازه‌گیری بالاتنه در زنان از زیر سینه انجام می‌شود و نه از روی آن. زنی با اندازه 36A-27-38 ظاهری متفاوت از زنی با انداره 34C-27-38 دارد. این دو زن اندازه قفسه‌سینه‌شان با هم دو اینچ اختلاف دارد اما هنگامی که اندازه سینه نیز مطرح شود با هم برابر هستند. زن دوم با بالاتنه بزرگتری به نظر می‌رسد که این به دلیل تفاوت نسبت بالاتنه به باسن است اگرچه که هر دو تقریباً 38-27-37 هستند.
قد نیز در ظاهر تأثیر دارد. زنی با اندازه بی‌دبلیواچ 36-24-36 و قد ۱۵۷ سانتی‌متر با زنی که اندازه بی‌دبلیواچ 36-24-36 و قد ۱۷۳ سانتی‌متر دارد متفاوت به نظر می‌رسد. زن دوم دارای فاصله بیشتری بین نقاط اندازه‌گیری است که باعث می‌شود لاغرتر به نظر برسد اگرچه که هر دو دارای اندازه بی‌دبلیواچ یکسانی هستند.
بیشتر مانکن‌های فروشگاه‌ها که گذشته لاغر و دراز بودند امروزه با نمونه‌هایی جایگزین شده‌اند که با تناسب‌های بی‌دبلیواچ زیبا بدست آمده‌اند.